# Konari Misato
コナリミサト（7月22日—），日本漫畫家。

## 經歷
埼玉縣川越市出身。高中畢業後曾在雜貨店工作過，之後一邊在居酒屋打工一邊畫漫畫，2004年以《ヘチマミルク》出道。作品《凪的新生活》2018年榮獲第11屆漫畫大賞第三名，翌年榮獲第65屆小學館漫畫賞少女向部門賞。